# Koniuji
Koniuji (in lingua aleutina Tanĝimax), anche Koniushi, Konyuzhey, Canooskie, Kaniugi, Koniougi o Koniouji, è una piccola isola vulcanica delle isole Andreanof, un sottogruppo delle Aleutine; si trova 16 km a nord dell'Isola Atka nel mare di Bering ed appartiene all'Alaska.
La parte che emerge dalle acque risulta essere uno stratovulcano nascente costituito da stratificazioni di colate laviche e duomi.
L'isola è disabitata e offre un habitat di nidificazione per quasi 300.000 uccelli marini. Circa il 70% della specie Oceanodroma furcata e il 17% di Oceanodroma leucorhoa. Vi si trovano anche il Synthliboramphus antiquus e l'Aethia pygmaea.